# 塩野米松
塩野 米松（しおの よねまつ、1947年1月1日 - ）は、日本の小説家。全国各地を旅して漁師や職人の聞き書きを行い、失われゆく伝統文化・技術の記録に精力的に取り組んでいる。

## 来歴
秋田県角館町（現仙北市）出身。秋田県立角館高等学校を経て、東京理科大学理学部応用化学科卒業。1992年に「昔の地図」で第107回芥川賞候補となる。以後、1993年「オレオレの日」、1994年「空っぽの巣」、1996年「ペーパーノーチラス」と計4回候補に挙がる。
2003年『なつのいけ』で日本絵本賞大賞を受賞。それまでの作家活動を讃え、国際天文連合より小惑星11987にYONEMATSUの名が授与された。2009年公開の映画『クヌート』の構成を担当した。

## 著書
- 『セミとトンボ』（トーア出版 ひかりのくに（はじめてのずかん） 1980年）
- 『ゆうえんち』（トーア出版 ひかりのくに（はじめてのずかん） 1980年）
- 『赤毛のアンのカントリーノート』（求竜堂 1983年）
- 『おみちゃんさっちゃんのこどもえじてん』（求竜堂 1984年）
- 『父さんの小さかったとき』（福音館書店 1988年）
- 『ちょっと森に居ます。 アンクル米松のアウトドア・ピクチャーブック』（山海堂 1988年）
- 『冒険者の気分で アンクル米松のフィールドノート』（フレーベル館 1988年）
- 『るすばんムクドリ君へ』（講談社 1988年）
- 『サンタクロース物語』（求竜堂 1989年）
- 『アンクル米松の不思議眼鏡』（小学館 1989年）
- 『たき火のそばで アンクル米松のアウトドア道具図鑑』（山海堂 1989年）
- 『『赤毛のアン』の島へ 名作の故郷プリンス・エドワード島紀行』（文春文庫 1990年）
- 『ダヤンのカントリーダイアリー』（ほるぷ出版 1991年）
- 『野外探検大図鑑』（小学館 1993年）
- 『大草原の小さな暮らし』（講談社 1993年）
- 『十五少年漂流記の島 ニュージーランド紀行』（求竜堂 1994年）
- 『人はなぜ旅をするのだろうか 逆・奥の細道―北へ』（求竜堂 1994年）
- 『はるかなる大地の道 150年目のオレゴントレイル』（求竜堂 1994年）
- 『木のいのち木のこころ 人』（草思社 1994年 のち新潮OH!文庫）
- 『藤の木山砦の三銃士』（小学館 1995年）
- 『千年ブナの記憶』（テレコムスタッフ 1995年）
- 『手業に学べ 天の巻・地の巻』（小学館 1996年）
- 『ペーパーノーチラス』（文藝春秋 1997年）
- 『天から石が』（集英社 1998年）
- 『たぬきの掌』（小学館 1998年）
- 『ヒーローじゃなくったって』（学習研究社 1998年）
- 『たぬきのデイパック』（清流出版 1998年）
- 『夕陽丘分校の七人』（夕陽丘分校シリーズ1）（フレーベル館 1999年）
- 『大黒柱に刻まれた家族の百年』全3巻（草思社 1999年-2000年）
- 『手業に学べ 月の巻・風の巻』（小学館 2000年）
- 『中国の手業師』（新潮OH!文庫 2000年)
- 『角館に生きる 新・町勢要覧』（角館町 2001年）
- 『失われた手仕事の思想』（草思社 2001年 のち中公文庫）
- 『にっぽんの漁師 聞き書き』（新潮社 2001年 のちちくま文庫）
- 『ミュージカル部部員募集』（夕陽丘分校シリーズ2）（フレーベル館 2001年）
- 『イギリス職人ばなし』（晶文社 2001年）
- 『なつペンギン』（ひかりのくに 2001年）
- 『なつのいけ』（ひかりのくに 2002年）
- 『自由研究大作戦』（夕陽丘分校シリーズ3）（フレーベル館 2002年）
- 『ひびけ!さよなら行進曲』（夕陽丘分校シリーズ4）（フレーベル館 2003年）
- 『芝棟の家』（ポプラ社 2003年）
- 『木の教え』（草思社 2004年 のちちくま文庫）
- 『1000000ぼんのブナの木』（ひかりのくに 2005年）
- 『最後の職人伝（手業に学べ 人の巻）』（平凡社 2007年）
- 『鵤工舎の仕事 長泉寺建立記』（文藝春秋 2008年）
- 『ふたつの川 伝・炭焼き常次郎』（無明舎出版 2008年）
- 『ネジと人工衛星 世界一の工場町を歩く』文春新書 2012
- 『登頂竹内洋岳』筑摩書房 2013
- 『もやし屋 秋田今野商店の100年』無明舎出版 2013
- 『かぐやのかご』はまのゆか絵 佼成出版社 こころのつばさシリーズ 2014

## 共著/聞き書き
- 『だれでもできる天体観測』（藤井旭 ポプラ社（天文ブックス） 1984年7月）
- 『すい星のふしぎ』（藤井旭 ポプラ社（天文ブックス） 1985年11月）
- 『やさしい星座のみつけ方』（藤井旭 ポプラ社（天文ブックス） 1985年5月）
- 『わく星たんけん』（藤井旭 ポプラ社（天文ブックス） 1986年4月）
- 『ピーター・パンと妖精の国』（井村君江 求竜堂 1990年11月）
- 『ピーターラビットからの手紙』（吉田新一 求龍堂 1990年4月）
- 『木のいのち木のこころ 天/地』（西岡常一・小川三夫（聞き書き）草思社 1993年 のち新潮OH!文庫、新潮文庫）
- 『桜のいのち庭のこころ』（佐野藤右衛門（聞き書き）草思社 1998年）のちちくま文庫
- 『さとうきび畑の風に乗って』（BEGIN（聞き書き）草思社 1998年）
- 『宇治茶いい味いい香り』（竹村嘉平（聞き書き）草思社 1999年）
- 『不揃いの木を組む』（小川三夫（聞き書き）草思社 2001年）
- 『ダヤンのカントリーダイアリー』（池田あきこ共著 中公文庫  2001年）
- 『啖呵こそ、わが稼業』（會津家本家六代目・坂田春夫 新潮社 2003年12月）
- 『めざすは飛鳥の千年瓦』（山本清一 草思社 2006年4月）
- 『屋久島の山守千年の仕事』（高田久夫 草思社 2007年5月）
- 『棟梁 技を伝え、人を育てる』（小川三夫 文藝春秋 2008年）のち文庫
- 『いなほ保育園の十二ケ月』（北原和子 岩波書店 2009年4月）
- 『木を変える』（石井幸男 アートオフィスプリズム 2009年6月）
- 『初代竹内洋岳に聞く』（アートオフィスプリズム 2010年）のちちくま文庫
- 『宮大工と歩く奈良の古寺』（小川三夫 2010年 文春新書）
- 『昭和という時代を生きて』氏家齊一郎 聞き書き 岩波書店 2012
- 『百年の梅仕事』乗松祥子 聞き書き 筑摩書房 2013

## 訳書
- 『初恋のきた道』（鮑十 2000年 講談社）

## 再話
- スプーンおばさん （プリョイセン 学習研究社 1983年4月）
- ピーターラビットの野帳 （ビアトリクス・ポター 福音館書店 1999年11月）
- やさしいスプーンおばさん （プリョイセン 学習研究社 1999年12月）
- ゆかいなスプーンおばさん （プリョイセン 学習研究社 1999年12月）
- がんばるスプーンおばさん （プリョイセン 学習研究社 1999年12月）